# Split Fiction
Split Fiction ist ein Action-Adventure-Videospiel, das von Hazelight Studios entwickelt und von Electronic Arts veröffentlicht wurde. Als kooperatives Multiplayer-Spiel wurde Split Fiction im März 2025 für Windows, PlayStation 5 und Xbox Series veröffentlicht. Im Juni 2025 erschien es als Launchtitel auch für die Nintendo Switch 2.

## Gameplay
Wie Hazelights vorheriges Spiel It Takes Two wurde Split Fiction speziell als kooperatives Computerspiel mit Split-Screen-Modus entwickelt, sodass es entweder lokal oder online mit einem anderen Spieler gespielt werden muss. Im Spiel übernehmen die Spieler jeweils die Kontrolle über Zoe und Mio, zwei Autorinnen, die beide in ihrer eigenen Geschichte gefangen sind. Die beiden Fremden müssen zusammenarbeiten, um zu entkommen und dabei zahlreiche Herausforderungen meistern, denn Mios Science-Fiction-Geschichte verwebt sich mit Zoes Fantasy-Geschichte und bringt beide Charaktere in große Gefahren. Das Spiel ist ein Action-Adventure-Videospiel, das aus der Third-Person-Perspektive gespielt wird und von den Spielern verlangt, Plattformherausforderungen zu meistern und gelegentlich gegen feindliche Gegner zu kämpfen. Jeder Abschnitt wird oft von einer einzigartigen jedoch einmaligen Spielmechanik begleitet. Zum Beispiel können die beiden in einer Phase Drachen befehligen, während sie in einer anderen Phase ein Laserschwert schwingen. Zudem sind die Fähigkeiten der beiden Charaktere in jeder Phase unterschiedlich, was bedeutet, dass die beiden zusammenarbeiten und die jeweiligen Fähigkeiten ihrer spielbaren Charaktere nutzen müssen, um weiterzukommen. Zudem existieren in jeder Phase Nebengeschichten, die jeweils mit einer eigenen Spielmechanik ausgestattet sind.

## Entwicklung
Die Entwicklung des Spiels begann nach der Veröffentlichung von It Takes Two (2021). Ein Team von 80 Leuten hat das Spiel mit der Unreal Engine 5 entwickelt. Die beiden Charaktere sind nach Fares' zwei Töchtern benannt, wobei Fares die Geschichte des Spiels mit der eines „Buddy-Movies“ verglich, da die beiden Charaktere als völlig Fremde beginnen, die sich langsam aneinander binden müssen, um zu überleben. Fares schrieb, dass eine der größten Herausforderungen bei der Entwicklung eines Spiels mit verschiedenen Spielmechaniken darin bestand, sicherzustellen, dass jede Mechanik vollständig ausgefeilt war. Während eine Spielsequenz mit einer bestimmten Spielmechanik vielleicht nur ein paar Minuten dauert, musste das Team monatelang daran arbeiten, um sicherzustellen, dass die Steuerung ausreichend intuitiv ist.
Split Fiction wurde von den Hazelight Studios und ihrem Game Director Josef Fares bei den Game Awards 2024 angekündigt. Die Veröffentlichung für Windows, PlayStation 5 und Xbox Series X und S war für den 6. März 2025 geplant, der Termin wurde eingehalten. Wie bei den vorherigen Spielen von Hazelight existiert ein „Friend's Pass“-System, bei dem der Besitzer des Spiels einen Freund einladen kann, kostenfrei mitzuspielen. Zudem wird es zum Start plattformübergreifendes Spiel unterstützen. Wie die vorherigen Spiele von Hazelight wird auch Split Fiction von Electronic Arts veröffentlicht.

## Rezeption
Split Fiction wurde sehr positiv aufgenommen. Es handele sich laut Kritikern um eines der besten Koop-Spiele der letzten Jahre. Das deutsche Magazin GameStar bewertete es mit 85 % und lobt das abwechslungsreiche, fantasievolle Gameplay, bemängelt aber die zu ernste Story, die zu dem Spiel nicht so recht passen will. PC Games handelt Split Fiction als ein mögliches Spiel des Jahres und nennt es ein „Meisterwerk“ mit der Höchstwertung von 10 Punkten. So ist Split Fiction im Nintendo-Fachmagazin N-Zone das erst dritte Spiel nach Portal Begleiterkollektion und The Legend of Zelda: Breath of the Wild mit der perfekten 10/10-Höchstwertung seit Bestehen des Heftes 1997. Ähnlich äußert sich 4P, die eine Bewertung von 9,5 von 10 vergibt. Die internationale Fachpresse kommt zu einer ähnlichen Bewertung. So erreichte Split Fiction auf Metacritic den überaus positiven Metascore 91 (PS5), 90 (PC) und 93 (Xbox Series) von 100 Punkten. Es belegt in der Datenbank derzeit Platz 1 der besten Spiele des Jahres 2025 (Stand: April 2025).